# Авианосная ударная группа ВМС США

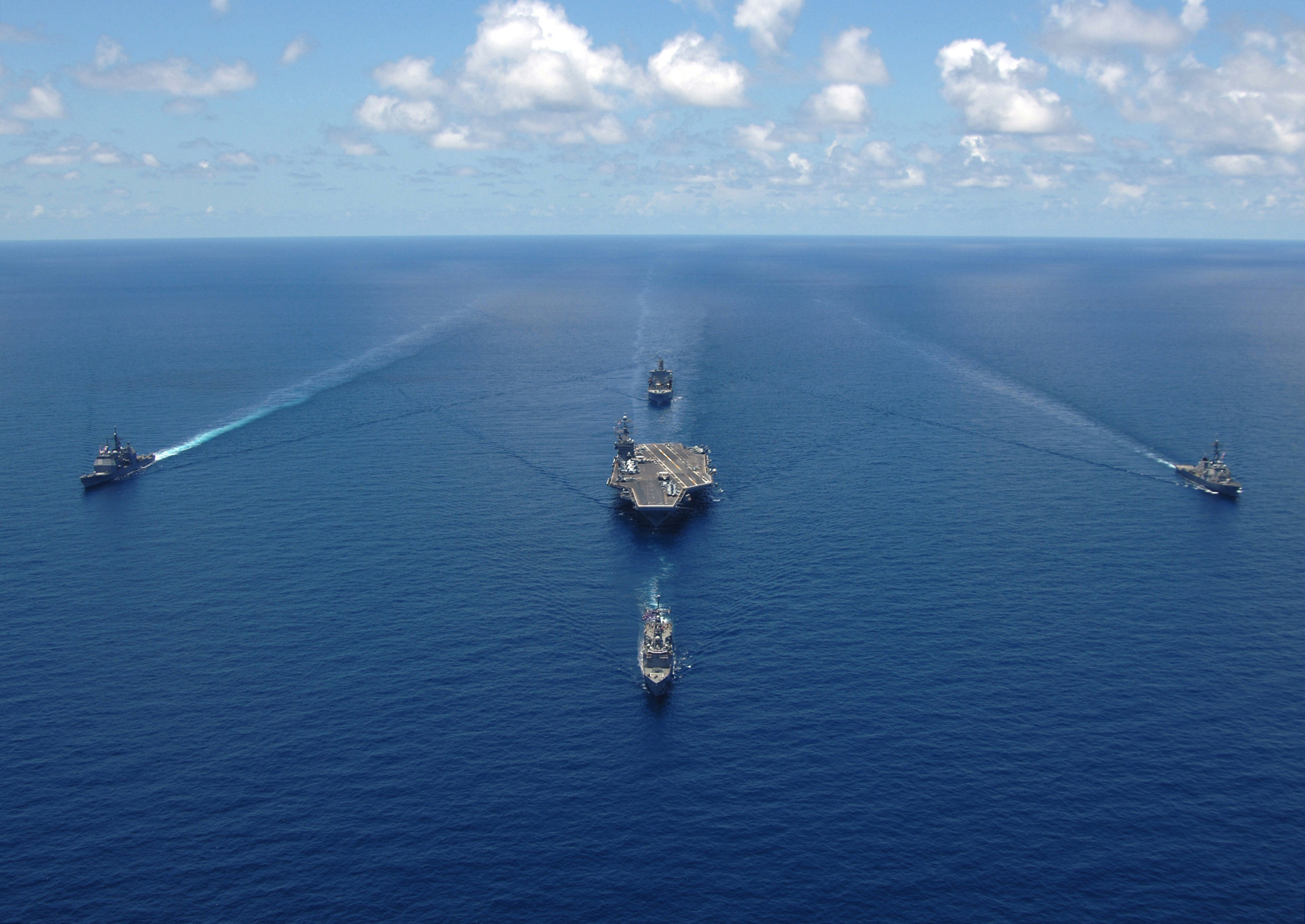
Авианосец «Джордж Вашингтон» с кораблями прикрытия в Карибском море, 29 апреля 2006 года. Такое построение не используется в бою.

Авианосная ударная группа ВМС США (англ. Carrier strike group, CSG) является оперативным формированием ВМС США. Она состоит из около 7500 человек персонала, авианосца, по крайней мере одного крейсера, эскадры эсминцев в составе как минимум двух эсминцев и/или фрегатов, и авиакрыла от 65 до 70 самолётов. Авианосные ударные группы также иногда включают в себя подводные лодки и корабли снабжения. Командующий авианосной ударной группы подчиняется командиру номерного флота, который оперативно отвечает за площадь акватории, в которой авианосная ударная группа проводит операции.
Авианосные ударные группы составляют основной элемент американской «проекции силы» (англ. power projection). Ранее они именовались авианосные боевые группы (англ. Carrier Battle Groups). Этот термин до сих пор используется другими странами. Их часто приписывают к авианосцам, с которым они связаны (например, авианосная ударная группа «Энтерпрайз», англ. Enterprise Strike Group). В настоящее время существует 10 авианосных ударных групп.
Авианосные ударные группы — это гибкая военно-морская сила, которая может действовать в закрытых водах или в открытом океане, днём и ночью, в любых погодных условиях. Главной задачей авианосца и его воздушного крыла внутри группы является предоставление основной наступательной огневой мощи, в то время как другие корабли обеспечивают защиту и поддержку. Однако эти роли не являются взаимоисключающими. Другие корабли ударной группы также иногда предпринимают наступательные операции (например, запуск крылатых ракет), а авиакрыло авианосца защищает ударную группу посредством воздушного патрулирования и противолодочной обороны.

## История создания и формирования АУГ

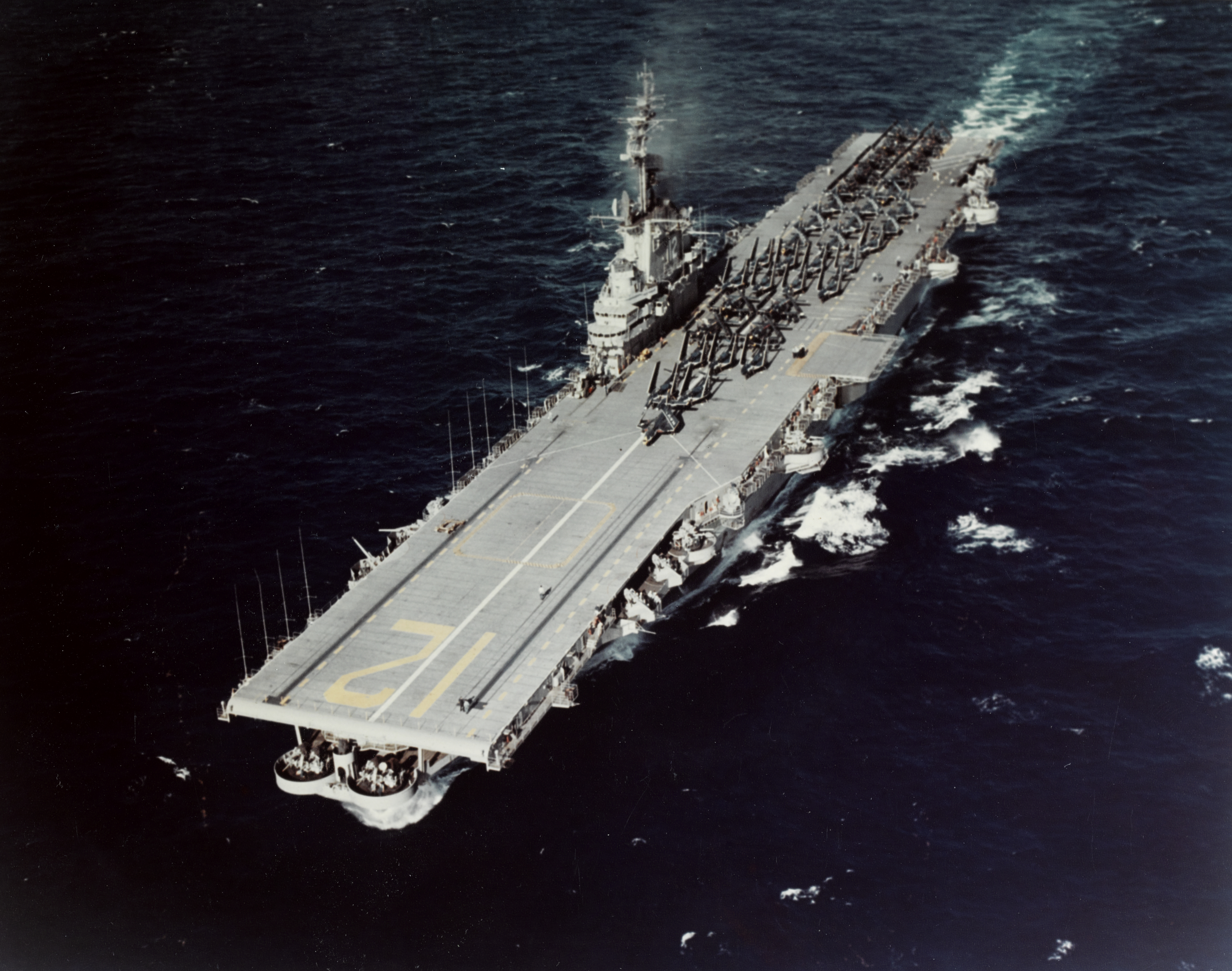
Авианосец № 12 «Хорнет» типа «Эссекс» (1954 г.)

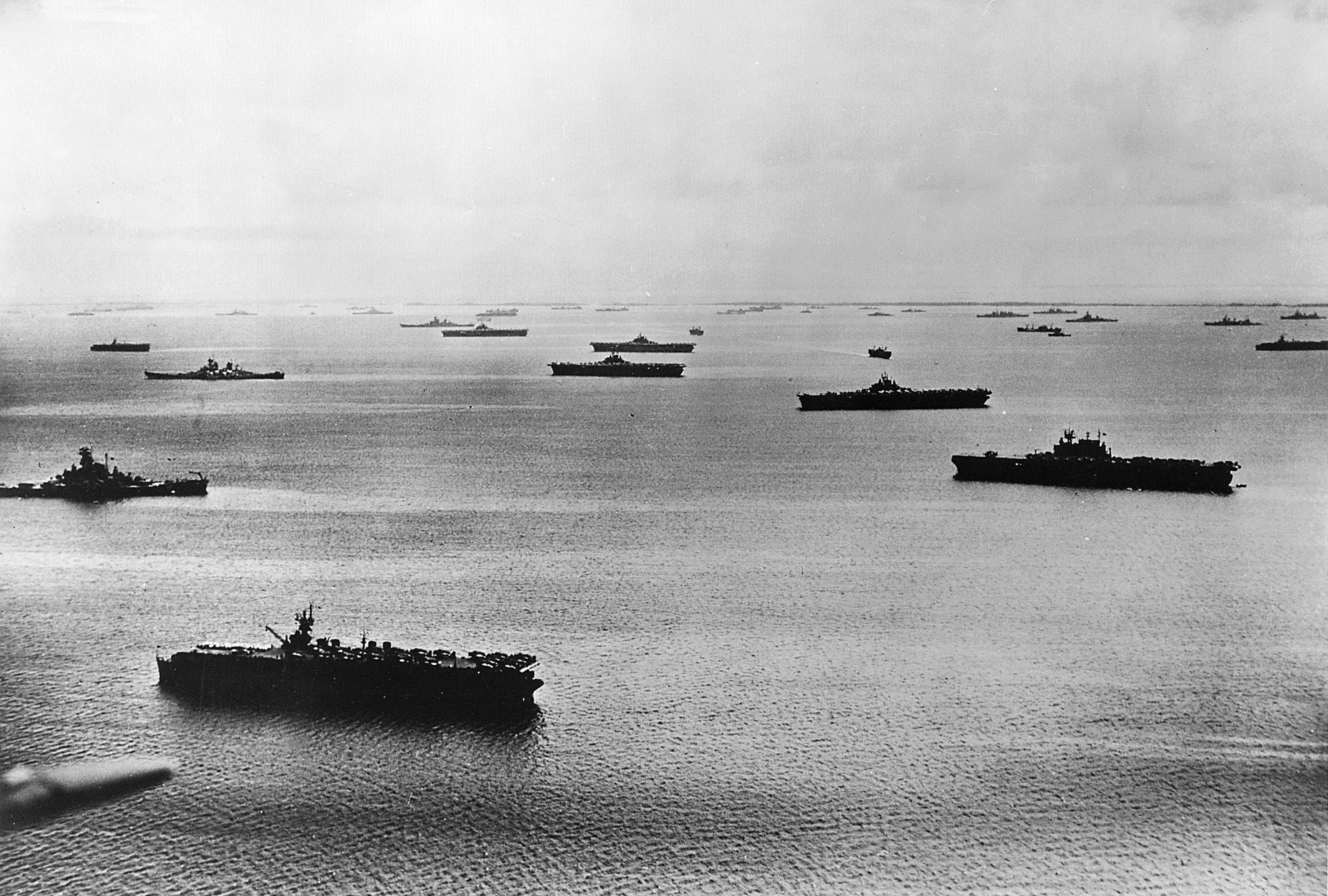
Авианосная эскадра 5-го флота ВМС США обеспечивает высадку войск на атолл Маджуро (Маршалловы Острова, 1944 г.)

Первые тактические и оперативные авианосные соединения ВМС США были сформированы перед началом и в первый период Второй мировой войны. Первым действующим соединением из нескольких авианесущих кораблей и кораблей эскорта было оперативное авианосное соединение японского Императорского флота под обозначением «Кидо бутай», которое было задействовано командованием японского флота при атаке на Перл-Харбор в декабре 1941 года. Это оперативное авианосное соединение (авианосная эскадра) Императорского флота Японии успешно противостояло авианосным соединениям ВМС США на Тихоокеанском театре военных действий вплоть до сражения при атолле Мидуэй в июне 1942 года, где были потеряны четыре авианосца, составлявшие ударное ядро эскадры. В свою очередь, командование ВМС США на Тихом океане не стремилось сводить авианосные группировки в крупные оперативные эскадры из нескольких авианесущих кораблей, а применяло их в оперативном плане независимо в составе отдельных ударных групп (один авианосец + эскорт прикрытия). Тем не менее, эти отдельные ударные авианосные группы могли при оперативной или стратегической необходимости объединяться в более крупные океанские эскадры из нескольких авианосцев и групп прикрытия, что было продемонстрировано действиями командования ВМС США в серии крупных авианосных операций при сражении в Коралловом море в мае и при атолле Мидуэй в начале июня 1942 года.
К 1943 году в состав ВМС США вступило достаточное количество тяжелых океанских авианосцев (7 авианосцев типа «Эссекс» вошли в строй в 1943 году, 6 — в 1944, 5 — в 1945), что позволило применять их сосредоточенно в составе оперативных соединений (тактических групп, Task Force). В ходе боев на Тихом океане такие группы были преобразованы в более крупные оперативные группировки быстрого реагирования (Fast Carrier Task Force) из нескольких авианосцев, которые через некоторое время стали ядром 5-го и 3-го оперативных флотов ВМС США. Тем не менее, несмотря на подобный успешный опыт применения крупных оперативных авианесущих соединений ВМС США на Тихом океане, с появлением в период «холодной войны» тяжелых суперавианосцев с ядерной энергетической установкой командование ВМС США из соображений удобства оперативного управления группировками вернулось к практике ударных соединений с ядром из одного авианосца.
Административно все авианосцы входили в состав дивизий авианосцев (англ. carrier division, CARDIV). 1-я дивизия авианосцев (англ. Carrier Division 1) была переименована в 1-ю группу авианосцев (англ. Carrier Group 1) 30 июня 1973 года.
На протяжении 1990-х годов авианосные группы ВМС США официально именовались как авианосные боевые группы (англ. Carrier Battle Group, CVBG), и командовали ими либо флаг-офицеры из группы крейсер-эсминец (англ. Cruiser-Destroyer Group, CRUDESGRU) или командир авианосной группы (англ. CARGRU).
Летом 1992 года ВМС США разработало новую концепцию, предусматривающую создание большой ударной группы, компонентами которой были морская авиация и средства борьбы с надводными объектами. ВМС преследовало цель создать более постоянную структуру авианосной группы. Каждая из 12 существовавших тогда авианосных групп состояла из авианосца, его авиакрыла, крейсеров, эсминца, фрегата и двух атомных многоцелевых подводных лодок.
На 1 октября 2004 года, авианосные группы и группы крейсер-эсминец были переоформлены в авианосные ударные группы. Изменение в номенклатуре от 'Бой' (Battle) к 'Удар' (Strike) по-видимому, было связано с усилением акцента на проектировании воздушной мощи на берег, а бои в море, в духе сражения за Мидуэй, становились всё более маловероятными.
Командующий силами флота США адмирал Дэрил Кодл предложил в перспективе освободить эсминцы от постоянного эскортирования авианосцев и направлять их на выполнение более актуальных задач. Постоянное авианосное соединение, по его мнению, может состоять лишь из самого авианосца, крейсера и танкера-заправщика или судна комплексного обеспечения. Такое предложение связано со стратегией противостояния КНР. Авианосцы США, находящиеся на удалении 3000 км от китайского берега, не смогут выпускать свои ударные самолеты, имеющие недостаточный радиус действия, для атаки наземных целей противника, тогда как китайские противокорабельные баллистические ракеты DF-26 способны потопить авианосцы на такой дистанции. Поэтому нет смысла связывать целую эскадру из 8-12 кораблей конвоированием одного авианосца.

## Основные задачи АУГ
Основными задачами авианосных ударных группировок ВМС США в зоне их оперативной ответственности в первую очередь являются:
- овладение и удержание при помощи сил и средств авиагруппы превосходства в воздухе над заданной морской и прибрежной оперативной зоной на установленном ТВД
- охрана океанских коммуникаций и демонстрации военной силы на удаленных театрах военных действий.
- уничтожение силами авиации ИБА ВМС: кораблей и судов противника в открытом море и в базах, прибрежной инфраструктуры и живой силы войск противника, уничтожение силами авиации ПВО группировки авиации противника на аэродромах и в воздухе
- непосредственная авиационная поддержка действующих подразделений КМП США и СВ США на поле боя в прибрежной полосе и на всю глубину оперативной зоны действия палубной авиации АУГ
- прикрытие с воздуха осуществляемых морских десантных операций и действий передовых подразделений КМП США при десантировании и удержании плацдармов на побережье.
- взаимодействие с ВМС НАТО в Средиземноморье и Северной Европе, а также ВМС других стран в других регионах, обеспечение совместных действий по развертыванию в оперативных зонах прикрытия, участие в совместных учениях
- задачи общеполитического характера: официальные визиты в порты других государств для демонстрации политического присутствия США в регионе, демонстративная поддержка действий зарубежных представительств США и оказание политического и дипломатического давления, обеспечение безопасности зарубежных представительств и граждан США в местах дислокации кораблей группировки.

## Примерный состав АУГ

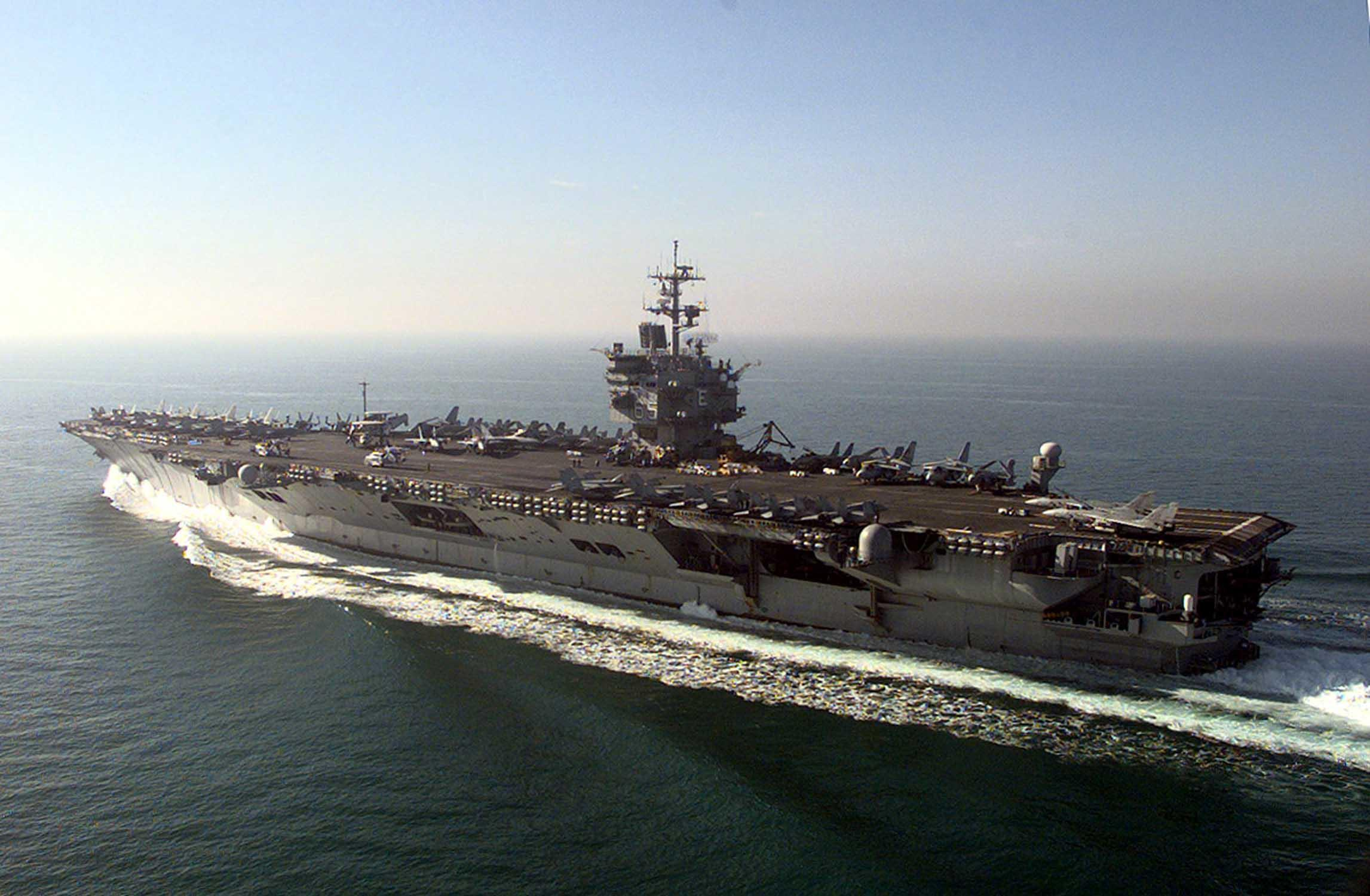
Авианосец № 65 «Энтерпрайз» — первый в мире авианесущий корабль с ядерной ГЭУ

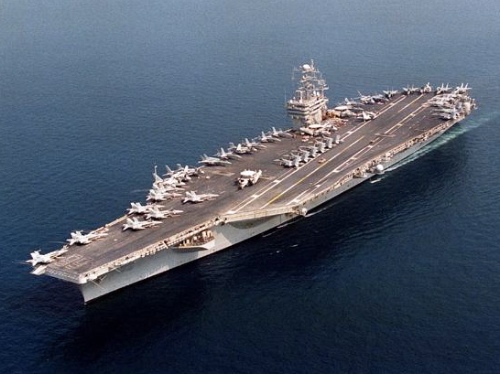
Авианосец № 68 «Нимиц» — головной корабль серии авианосцев ВМС США типа «Нимитц» с ядерной ГЭУ

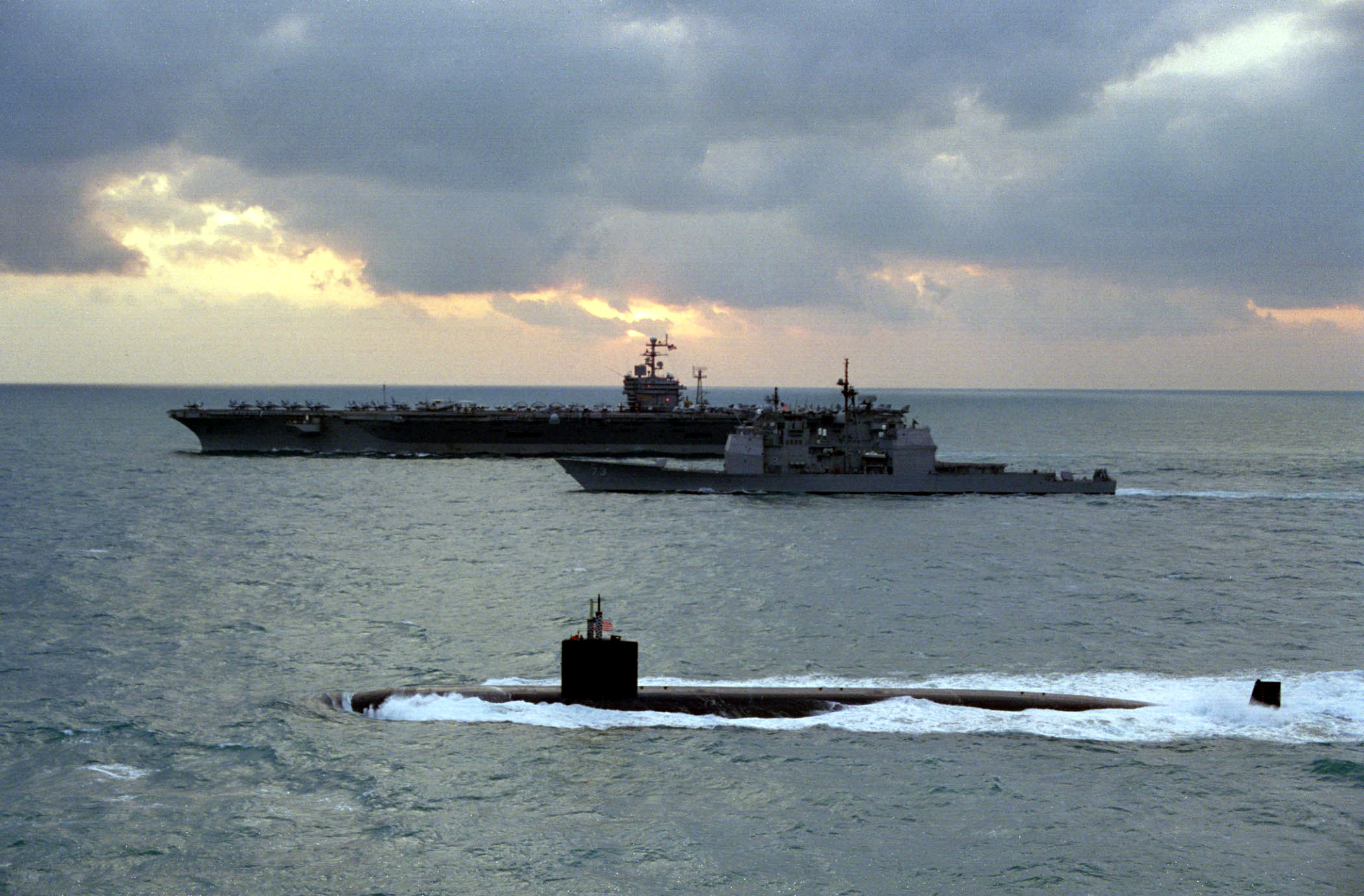
Многоцелевая ПЛАРК № 760 «Аннаполис» типа «Лос-Анджелес» на фоне КР УРО № 73 «Порт Ройял» типа «Тикондерога» и Авианосец № 68 «Нимиц»

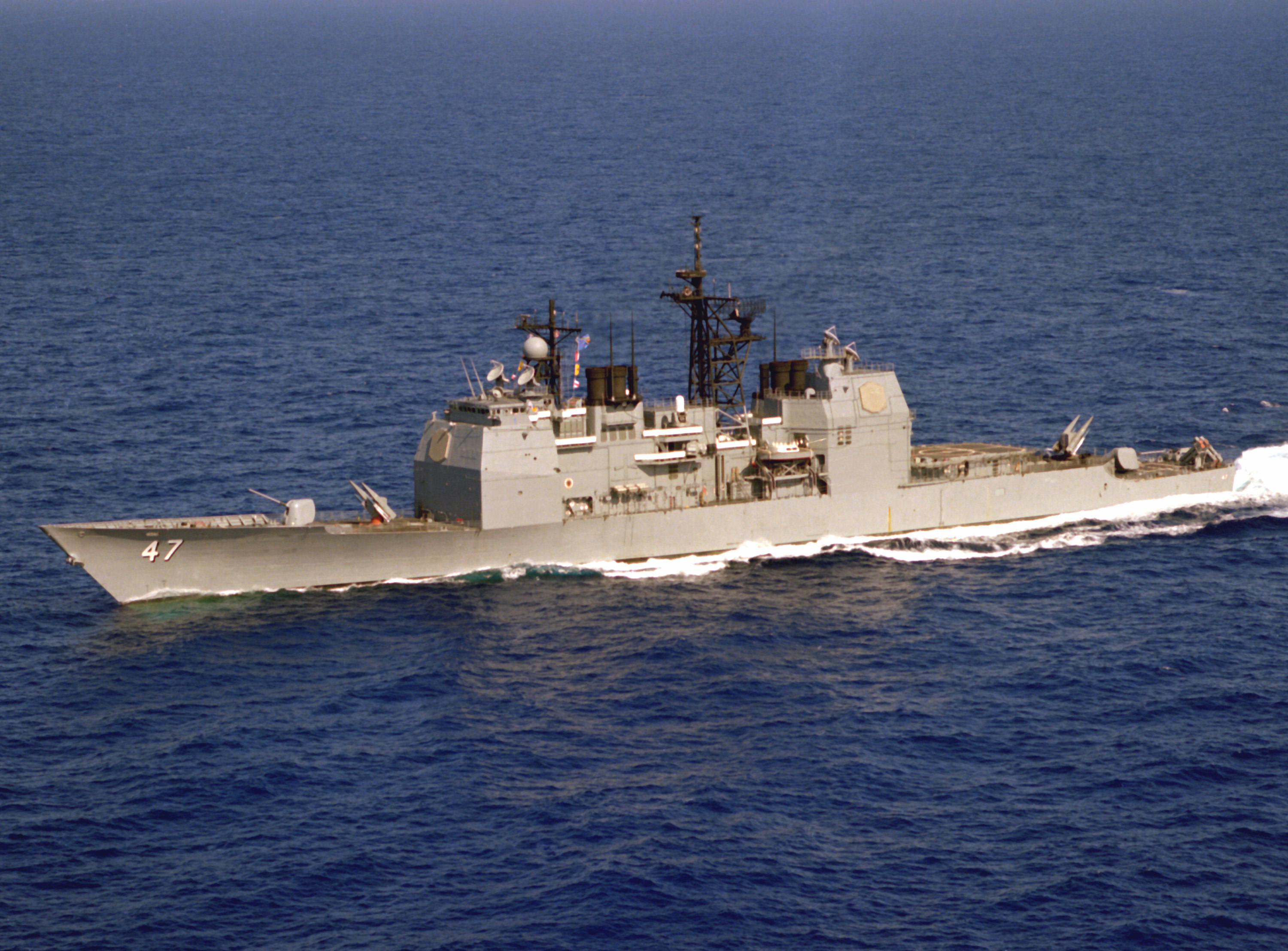
КР УРО № 47 «Тикондерога» типа «Тикондерога»

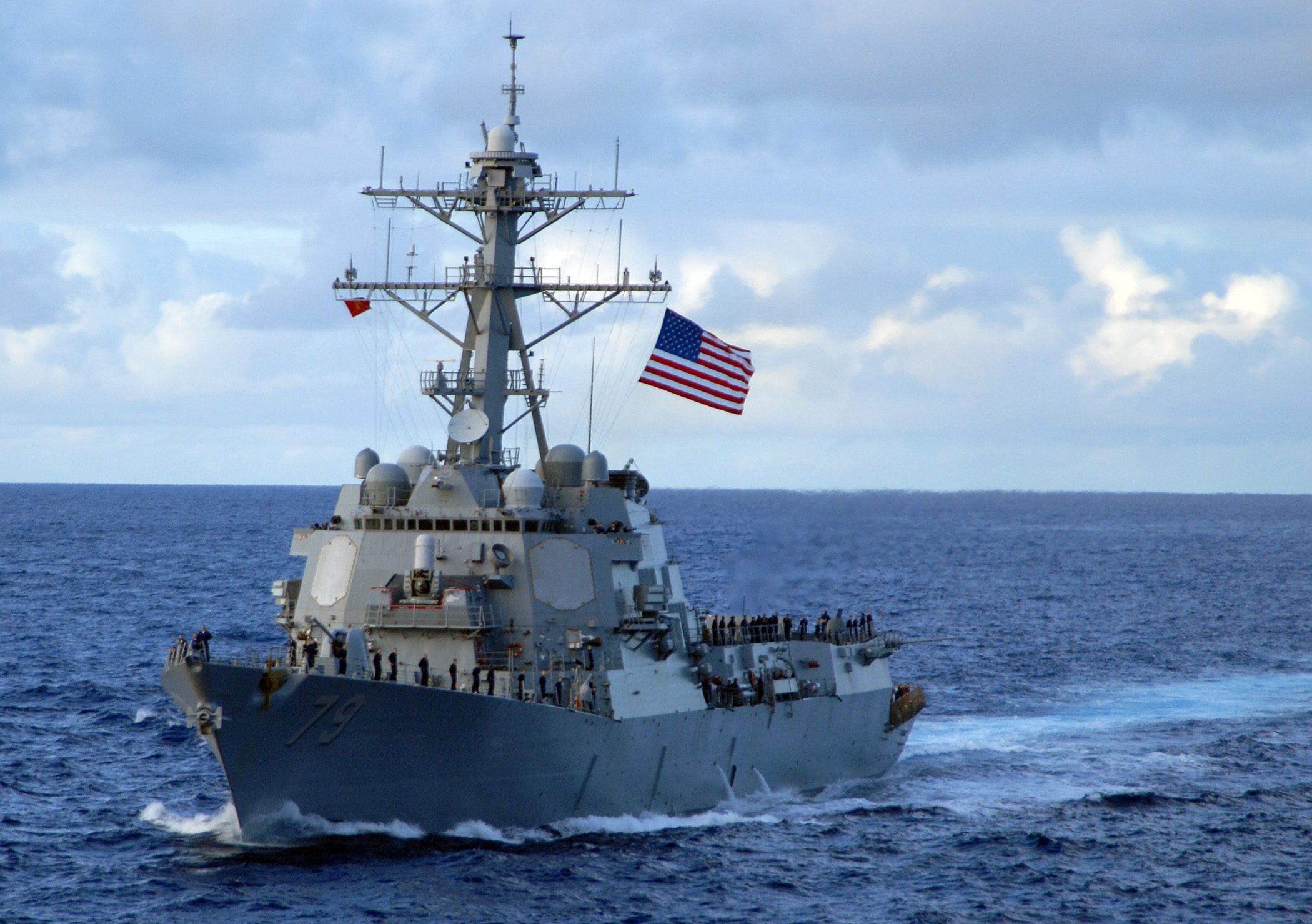
ЭМ УРО № 79 «Оскар Остин» типа «Арли Берк»

На данный момент АУГ (и флотов других стран) чаще всего состоит из: 1 ударного авианосца (с ядерной или паротурбинной ГЭУ), 8—10 кораблей охранения (крейсера, эскадренные миноносцы, фрегаты, многоцелевые АПЛ) и судов обеспечения. Эти силы и средства служат в первую очередь для защиты ударного авианосца от атак надводных кораблей и ПЛ противника, так как возможности его бортовых комплексов ракетно-артиллерийского вооружения достаточно ограниченны. Важным преимуществом крупной АУГ является значительная глубина оперативной зоны применения её палубной авиации за счёт дополнительного топлива и боеприпасов, доставляемых на ТВД кораблями обеспечения.
Авианосная ударная группировка может действовать как на одном оперативном направлении, так и в составе нескольких ударных групп с разными задачами на близких оперативных направлениях под общим командованием. При стратегической необходимости несколько АУГ на одном оперативном направлении или ТВД обычно сводятся в крупное оперативное объединение уровня океанской эскадры или оперативного флота (2-й, 3-й, 4-й, 5-й, 6-й и 7-й оперативные флота ВМС США). Длительность автономной боевой службы АУГ в определенной ей оперативной зоне подчинения до возвращения в порт приписки для планового ремонта, ротации личного состава, пополнения запасов и перегруппировки составляет от полугода до восьми месяцев, в зависимости от оперативной необходимости и планов Главного штаба ВМС США по оперативному развертыванию авианосных группировок в данном районе. По тактической и оперативной необходимости отдельные корабли группировки могут в течение продолжительного отрезка времени нести боевую службу отдельно от основной группировки, продолжая подчиняться ей в оперативном отношении.
Наиболее типичными (по сути дела, эталонными) на данный момент считаются АУГ ВМС США. В настоящее время на боевом дежурстве в ВМС США находятся 11 авианосных группировок + «резервная» 14-я АУГ, к которой в настоящее время не приписано ни флагманского авианосца, ни ААК.

### Основные силы и средства АУГ

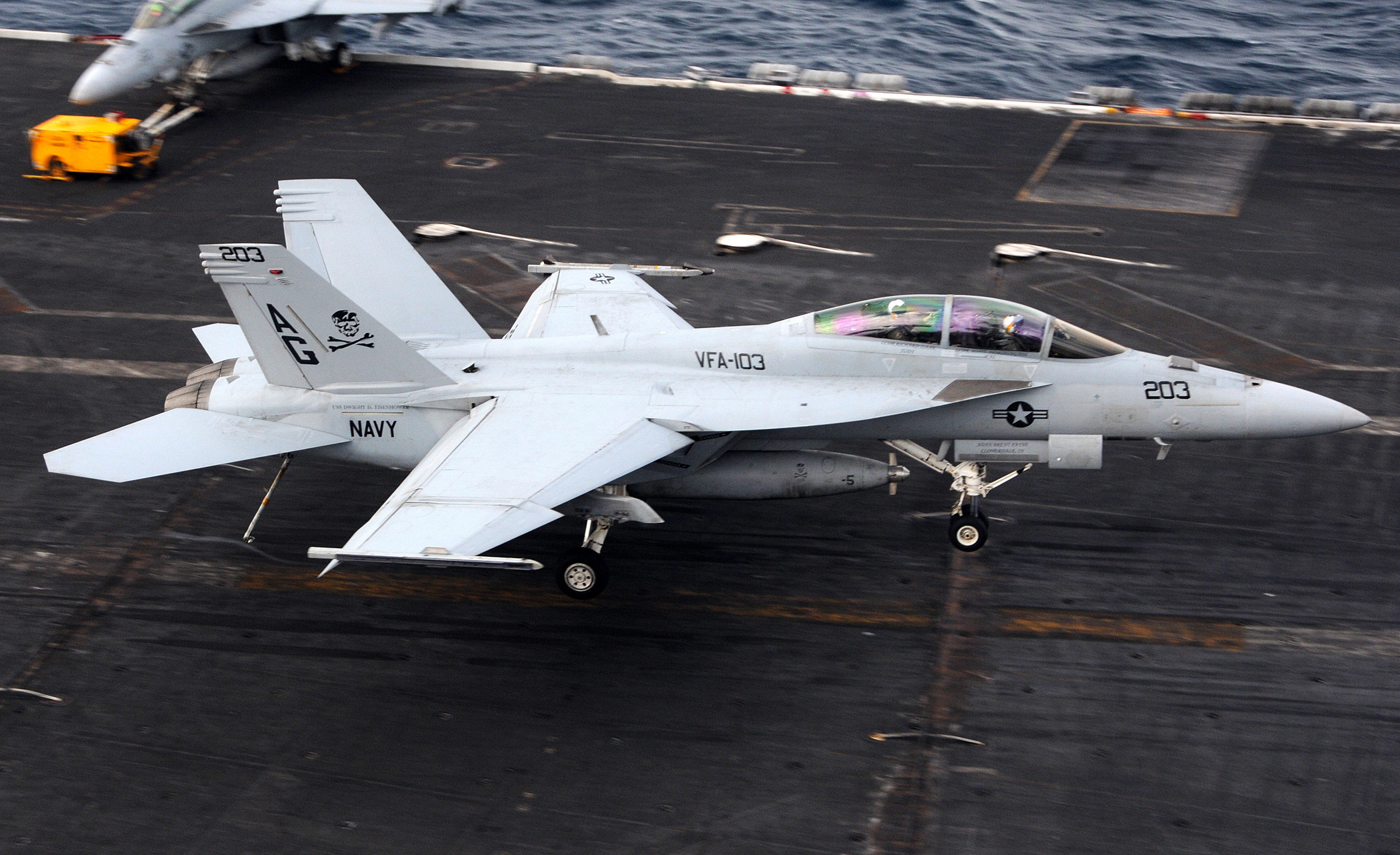
Многоцелевой истребитель-бомбардировщик F/A-18E/F «Супер-Хорнет» в момент касания палубы Авианосец № 69 «Эйзенхауэр»

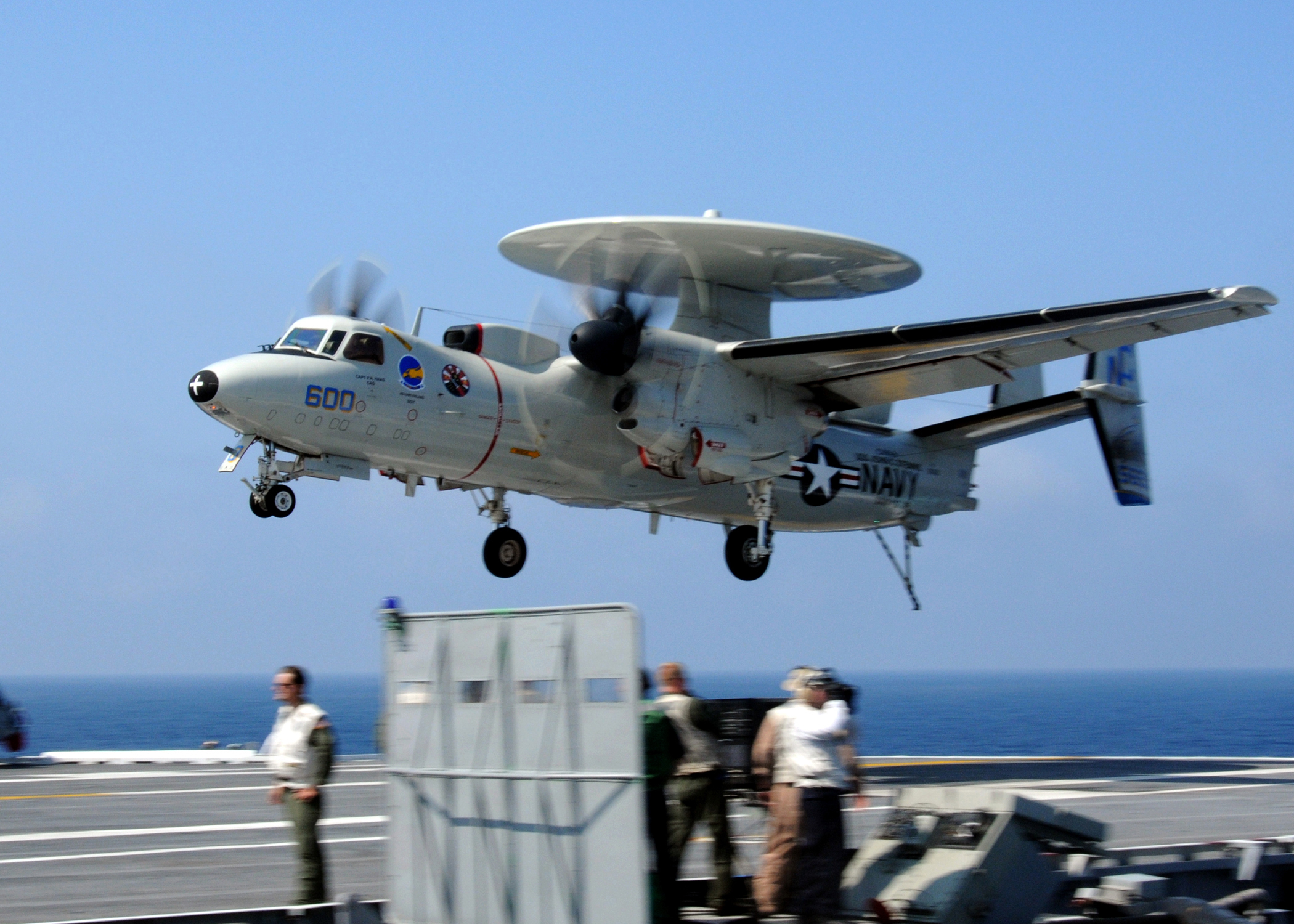
Посадка E-2C «Хокай» на Авианосец № 77 «Буш»

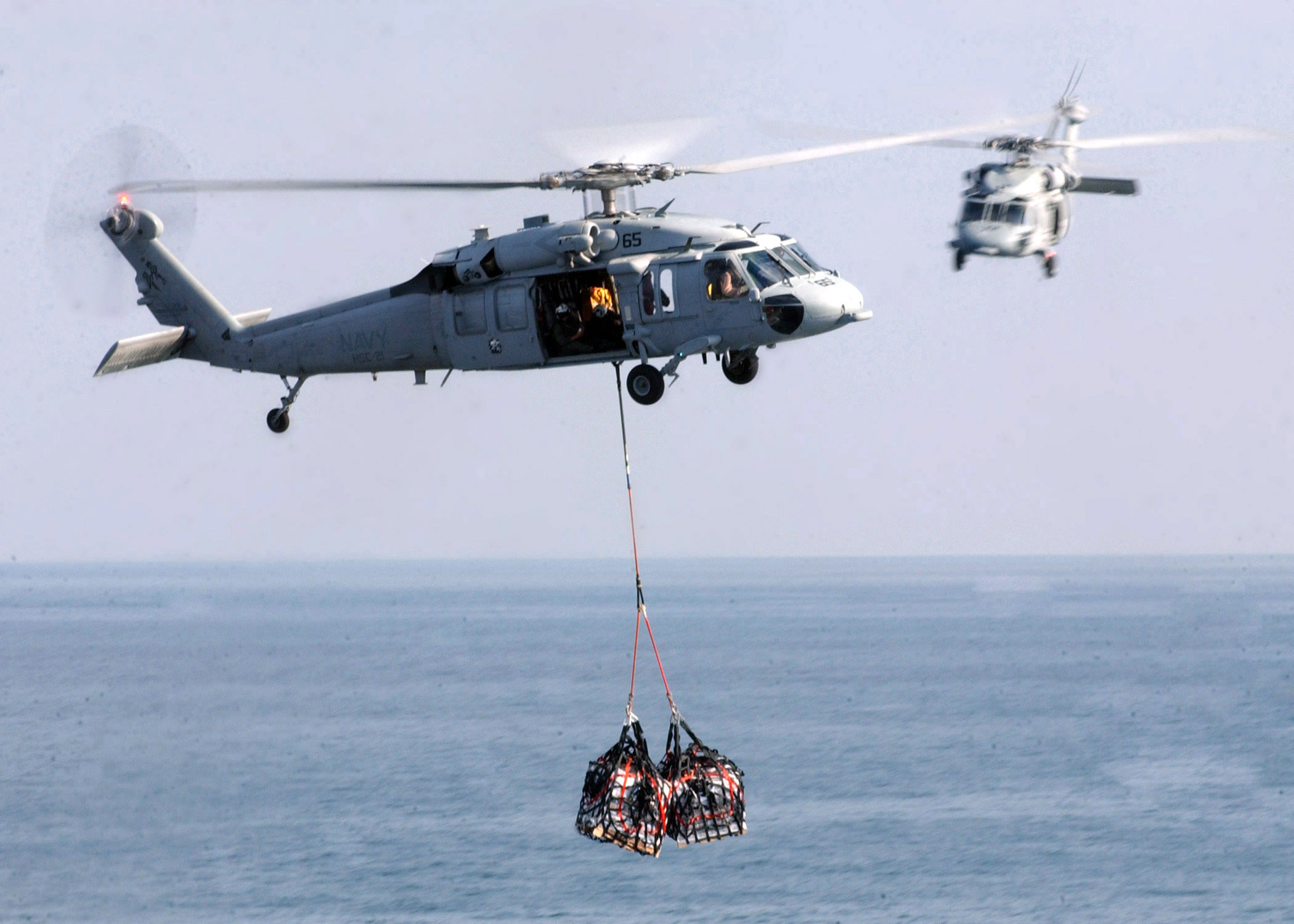
Вертолеты MH-60HK «Сихок» на учениях по ПСС

Типичная АУГ имеет в своем составе следующие силы и средства::
- Авианосный флагман группировки с ядерной ГЭУ типа «Нимитц» (либо «Джеральд Р. Форд») с базирующимся на нем авианосным авиационным крылом (60-80 самолетов). По обычной практике авианосец, как и авианосное авиационное крыло группировки, представляют собой отдельные воинские части морской авиации и находятся под командованием офицеров морской авиации в чине капитана первого ранга (U.S. Naval aviation Captain).
- Дивизион ПВО группировки — 1—2 КР УРО типа «Тикондерога». В базовый комплекс вооружения дивизиона ракетных крейсеров входят ПУ ЗРК «Standart» (SM-2, SM-3), и КР «Томагавк» морского базирования. Все ракетные крейсера типа «Тикондерога» оснащены морским комплексом управления оружием и ракетной стрельбы «Иджис»(AEGIS). Каждый из крейсеров дивизиона находится под командованием офицера ВМС США в чине капитана первого ранга (U.S. Navy Captain).
- Дивизион ПЛО группировки — 3—4 ЭМ УРО типа «Арли Берк» с глубинными бомбами и торпедами для борьбы с ПЛ, а также (часть кораблей) с установками КР «Томагавк» на борту. Командиром дивизиона ПЛО является офицер ВМС в чине капитана первого ранга (U.S. Navy Captain), в то время как каждый из эсминцев дивизиона находится под командованием офицера ВМС США в чине капитана второго ранга (U.S. Navy Сommander).
- Дивизион многоцелевых ПЛА — 1—2 ПЛ типа "Лос-Анджелес с торпедным вооружением и КР «Томагавк» (со стартом через ТА лодки) на борту с задачами как ПЛО группировки, так и ударов по береговым (надводным) целям.
- Дивизион судов снабжения — 1—2 транспорта типа «Сэплай», транспорты для боеприпасов, танкеры, другие вспомогательные корабли
- Авианосное авиационное крыло — до 60 самолетов, сведенных в ударные АЭ, АЭ ДРЛО, АЭ ПЛО, АЭ ВТС и др. Авиакрыло является отдельной воинской частью авиации ВМС США. Авиакрыло, также, как и авианосец, находится под командованием офицера авиации ВМС в чине капитана первого ранга либо офицера авиации КМП США в чине полковника (USMC Сolonel).

Авиакрылья группировки имеет в своем составе следующие силы и средства:
до четырех эскадрилий многоцелевых истребителей (до 48 многоцелевых истребителей-бомбардировщиков типа F/A-18 «Хорнет» и F/A-18E/F «Супер-Хорнет» палубного базирования)
эскадрилью РЭБ и борьбы со средствами ПВО противника (до 8 самолетов типа EA-18G «Гроулер» палубного базирования)
эскадрилью ДРЛО (4 самолета ДРЛО (в некоторых авиаэскадрильях до 5 самолетов) типа E-2C «Хокай» палубного базирования)
эскадрилью ВТА (до 2 самолётов типа C-2 «Грейхаунд» палубного базирования)
вертолетную эскадрилью ПЛО (до 10 вертолётов типа MH-60HK «Сихок» палубного базирования)
Следует отметить факт неоднородности вертикали подчинения кораблей АУГ и то, что организационно авианосец с ААК и дивизионы ПВО и ПЛО входят в разные структуры и подчиняются разным управляющим органам.
Непосредственно в тактическом плане все корабли АУГ подчиняются единому командованию группировки (обычно старшему офицеру ВМС США в ранге контр-адмирала с оперативным штабом), а в оперативном — командованию вышестоящего соединения или объединения (флота), отвечающего за данный ТВД. Организационно же авианосец и ААК входят в состав сил авиации ВМС в регионе и подчиняются штабу авиации ВМС при соответствующем оперативном флоте или региональном командовании ВМС США, а остальные дивизионы группировки находятся в прямом организационном подчинении штаба соответствующего оперативного флота или соединения ВМС (не штаба военно-морской авиации).

## Структура командования и боевые части АУГ

### Структура командования АУГ
АУГ представляет собой оперативное соединение кораблей под командованием старшего офицера ВМС (CCSG or COMCARSTRKGRU) в ранге младшего контр-адмирала (RDML) . По обычной практике командующий группировкой по окончании командования и новом назначении обычно получает следующий ранг контр-адмирала.
В непосредственном подчинении командующего авианосной группировкой находятся командиры отдельных воинских частей и корабельных дивизионов группировки:
- командир флагманского авианосца (в чине капитана первого ранга (U.S. Navy Captain))
- командир базирующегося на авианосце ААК

(в чине капитана первого ранга (U.S. Naval Aviation Captain) или полковника КМП США (USMC Сolonel))
- командир дивизиона ракетных крейсеров (в чине капитана первого ранга)
- командир дивизиона эсминцев УРО (в чине капитана первого ранга)
- командир дивизиона АПЛ (в чине капитана первого или второго (U.S. Navy Сommander) ранга)

### Боевые части АУГ

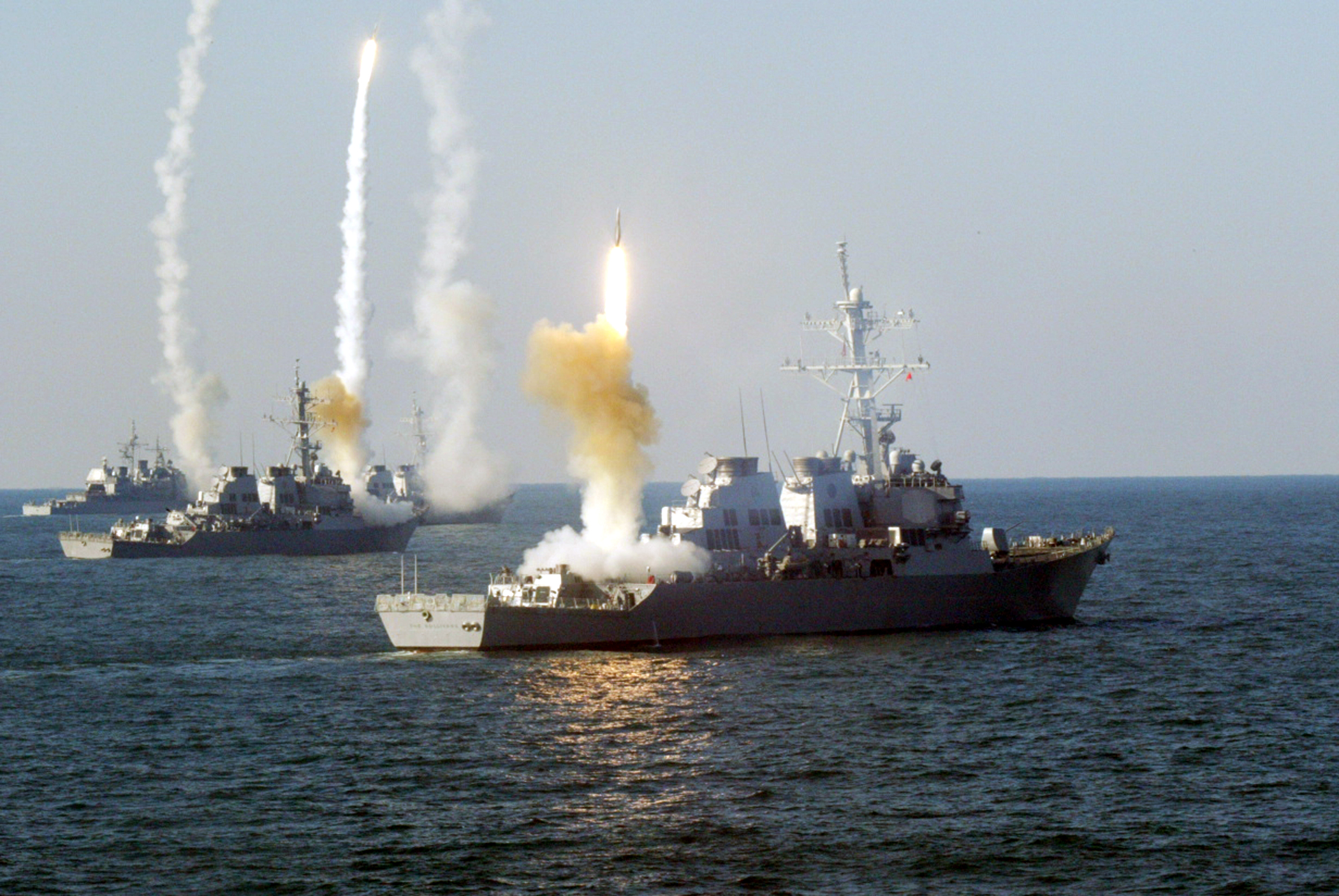
Залповый запуск ЗУР ПВО SM-3 из вертикальных ПУ Mk 41 с ЭМ УРО № 68 «Салливанз» типа «Арли Берк»

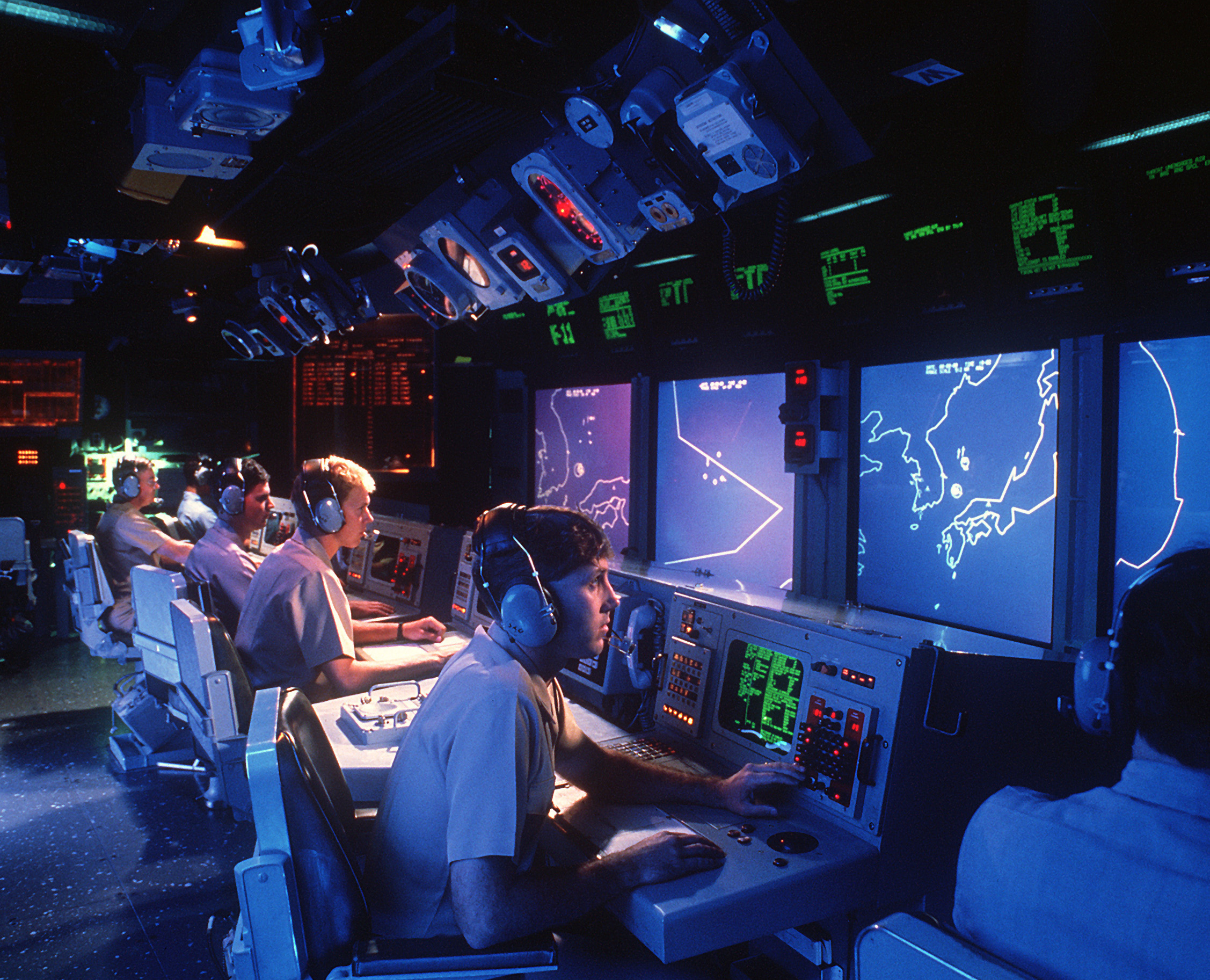
ЦБУ БИУС ПВО «Иджис»(AEGIS) КР УРО № 49 «Винсенс» типа «Тикондерога» с характерной для ранних типов комплекса схемой отображения обстановки на четырех экранах (1988 г.)

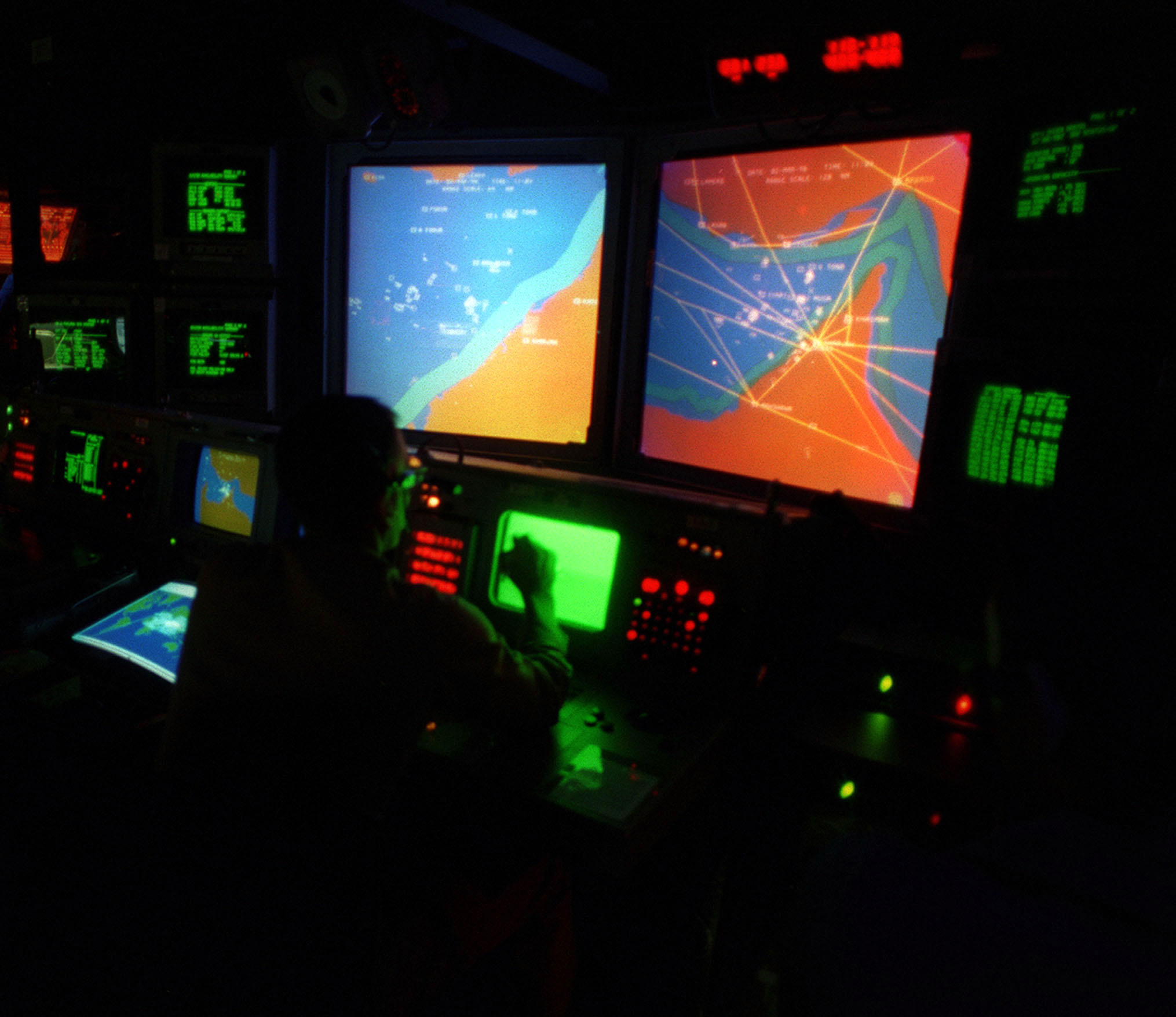
ЦБУ БИУС ПВО «Иджис» (AEGIS) ЭМ УРО № 56 «Джон Маккейн» типа «Арли Берк» с характерной для эсминцев схемой отображения обстановки на двух экранах (вместо четырех на крейсерах) (1997 г.)

Авианосная ударная группировка включает в себя следующие боевые части:
- Ударная БЧ группировки (Strike Warfare (STWC))

Командиром ударной БЧ группировки является командир ААК, который принимает боевые решения на применение всех ударных средств группировки, в том числе КР «Томагавк» морского базирования
- БЧ ПВО группировки (Air Warfare (AWC)) .

Командиром БЧ ПВО является командир дивизиона ракетных крейсеров. Для более оперативного реагирования на меняющуюся воздушную обстановку в районе действия группировки командир БЧ ПВО с офицерами управления находится не на флагманском ЦБУ авианосца, а на ЦБУ одного из КР УРО группировки, куда выводится оперативная обстановка БИУС ПВО «Иджис»(AEGIS).
- БЧ РЭБ и радиотехнического вооружения группировки (Command & Control, Space and Electronic Warfare (C2W))

Командир БЧ РЭБ и радиотехнического вооружения группировки выдает командующему группировкой рекомендации на применение в интересах группировки средств РЭБ и средств радиотехнической разведки. Командир БЧ РЭБ также несет ответственность за предоставление командующему оперативной разведсводки по району нахождения группировки, а также за организацию всех видов радиотехнической связи группировки.
- БЧ обороны морского участка группировки (Surface Warfare (SUWC))
- БЧ ПЛО группировки (Undersea Warfare (USWC))

Командиром БЧ обороны морского участка и БЧ ПЛО группировки (с приданным ей дивизионом многоцелевых ПЛАРК) является командир дивизиона ЭМ УРО, находящийся для лучшего контроля за обстановкой на море на одном из ЦБУ флагманского авианосца группировки.

## Списочный состав АУГ

### Списочный состав флагманских авианосцев
| №                      | Название                    | Верфь                   | Начало службы          | Статус                 | Штат базирования       | Порт приписки   |
| Авианосцы типа «Нимиц» | Авианосцы типа «Нимиц»      | Авианосцы типа «Нимиц»  | Авианосцы типа «Нимиц» | Авианосцы типа «Нимиц» | Авианосцы типа «Нимиц» |                 |
| ---------------------- | --------------------------- | ----------------------- | ---------------------- | ---------------------- | ---------------------- | --------------- |
| 1.                     | «Нимиц» (CVN-68)            | Ньюпорт-Ньюс Шипбилдинг | 1975 г.                | В строю                | Вашингтон              | ВМБ «Китсап»    |
| 2.                     | «Дуайт Эйзенхауэр» (CVN-69) | там же                  | 1977 г.                | В строю                | Виргиния               | ВМБ «Норфолк»   |
| 3.                     | «Карл Винсон» (CVN-70)      | там же                  | 1982 г.                | В строю                | Вашингтон              | ВМБ «Китсап»    |
| 4.                     | «Теодор Рузвельт» (CVN-71)  | там же                  | 1986 г.                | В строю                | Калифорния             | ВМБ «Сан-Диего» |
| 5.                     | «Авраам Линкольн» (CVN-72)  | там же                  | 1989 г.                | В строю                | Калифорния             | ВМБ «Сан-Диего» |
| 6.                     | «Джордж Вашингтон» (CVN-73) | там же                  | 1992 г.                | В строю                | Виргиния               | ВМБ «Норфолк»   |
| 7.                     | «Джон Стеннис» (CVN-74)     | там же                  | 1995 г.                | В строю                | Виргиния               | ВМБ «Норфолк»   |
| 8.                     | «Гарри Трумэн» (CVN-75)     | там же                  | 1998 г.                | В строю                | Виргиния               | ВМБ «Норфолк»   |
| 9.                     | «Рональд Рейган» (CVN-76)   | там же                  | 2003 г.                | В строю                | Япония                 | ВМБ «Йокосука»  |
| 10.                    | «Джордж Буш» (CVN-77)       | там же                  | 2009 г.                | В строю                | Виргиния               | ВМБ «Норфолк»   |
| Авианосцы типа «Форд»  |                             |                         |                        |                        |                        |                 |
| 11.                    | «Джеральд Форд» (CVN-78)    | там же                  | 2017 г.                | В строю                | Виргиния               | ВМБ «Норфолк»   |

## Список АУГ, находящихся на боевом дежурстве
На данный момент на боевом дежурстве в составе ВМС США находятся 10 авианосных ударных группировок, из которых 9 имеют портами постоянной приписки базы ВМС на территории Соединенных Штатов, а одна группировка имеет портом постоянной приписки базу ВМС США Йокосука (Япония).
Для большего удобства управления группировками в 2004 году командованием ВМС было принято решении о введении единообразия классификации корабельных ударных групп ВМС с приданием всем океанским эскадрам (группировкам) авианесущего флагмана с ядерной ГЭУ и переклассификации их в АУГ. В частности, в АУГ были переклассифицированы несколько океанских крейсерских групп (с 1-й по 3-ю, 5-я, 8-я, 12-я) с присвоением им наименований АУГ (с 11-й по 15-ю).

## Главное командование ВМС/Атлантический флот
Порты приписки: «Норфолк» (Вирджиния), «Мэйпорт» (Флорида), «Неаполь» (Италия) 

Оперативные флоты: с 4-й по 6-й 

5 АУГ: 

«Норфолк» — 3 АУГ + УБАУГ 

«Мэйпорт» — 1 АУГ резерва

«Неаполь» — 1 АУГ 

| Порядковый номер АУГ | Оперативный флот | Страна базирования | Порт базирования | Порт приписки | Штат порта приписки | Флагманский авианосец | ААК | Дивизион УРО | Примечания    |
| -------------------- | ---------------- | ------------------ | ---------------- | ------------- | ------------------- | --------------------- | --- | ------------ | ------------- |
| 2-я                  |                  | США                | «Норфолк»        | «Норфолк»     | Вирджиния           | № 77 «Буш»            | 8-е | 22-й         | [ 12 ]        |
| 8-я                  |                  | там же             | там же           | там же        | там же              | № 69 «Эйзенхауэр»     | 7-е | 28-й         | [ 13 ] [ 14 ] |
| 10-я                 | 5-й              | Бахрейн            | «Манама»         | там же        | там же              | № 75 «Трумэн»         | 3-е | 26-й         | [ 15 ] [ 16 ] |
| 12-я                 | 6-й              | Италия             | «Неаполь»        | «Норфолк»     | Вирджиния           | № 71 «Рузвельт»       | 1-е | 12-й         | [ 17 ]        |
| 14-я                 |                  | там же             |                  | «Мэйпорт»     | Флорида             | Нет                   | Нет | то же        | [ 17 ]        |
| Учебно-боевая        |                  | там же             |                  | «Норфолк»     | Вирджиния           | Нет                   | Нет | 24-й         |               |

## Тихоокеанский флот
Порты приписки:

«Сан-Диего» (Калифорния), «Китсэп» (Вашингтон), «Йокосука» (Япония) 

Оперативные флоты: 3-й ОФ и 7-й ОФ

6 АУГ: 

«Сан-Диего» — 3 АУГ 

«Китсэп» — 1 АУГ

«Йокосука» — 1 АУГ 

«Манама» — 1 АУГ
| Порядковый номер АУГ | Оперативный флот | Страна базирования | Порт базирования | Порт приписки | Штат порта приписки | Флагманский авианосец         | Авианосное авиационное крыло                                       | Дивизион УРО | Примечания    |
| -------------------- | ---------------- | ------------------ | ---------------- | ------------- | ------------------- | ----------------------------- | ------------------------------------------------------------------ | ------------ | ------------- |
| 1-я                  | 3-й              | США                | «Сан-Диего»      | «Сан-Диего»   | Калифорния          | № 70 «Винсон»                 | 17-е авианосное авиационное крыло                                  | 1-й          | [ 18 ] [ 19 ] |
| 3-я                  | 3-й              | США                | «Китсэп»         | «Китсэп»      | Вашингтон           | № 74 «Стеннис»                | 9-е авианосное авиационное крыло                                   | 21-й         | [ 20 ]        |
| 5-я                  | 7-й              | Япония             | «Йокосука»       | «Йокосука»    | преф. Канагава      | № 73 «Вашингтон»              | 5-е авианосное авиационное крыло                                   | 15-й         |               |
| 9-я                  | 3-й              | США                | «Сан-Диего»      | «Сан-Диего»   | Калифорния          | № 72 «Линкольн» № 76 «Рейган» | 2-е авианосное авиационное крыло 14-е авианосное авиационное крыло | 9-й          | [ 21 ] [ 22 ] |
| 11-я                 | 3-й              | США                | там же           | там же        | Калифорния          | № 68 «Нимиц»                  | 11-е авианосное авиационное крыло                                  | 23-й         | [ 23 ]        |